# Болотничка
Болотничка (Palustriella) — рід мохів родини Amblystegiaceae.
Види цього роду зустрічаються в Євразії та Північній Америці.
Види:
- Palustriella commutata
- Palustriella decipiens